# 野干
野干（やかん）とは漢訳仏典に登場する野獣。射干（じゃかん、しゃかん、やかん）、豻（がん、かん）、野犴（やかん）とも。狡猾な獣として描かれる。中国では狐に似た正体不明の獣とされるが、日本では狐の異名として用いられることが多い。

## 概要

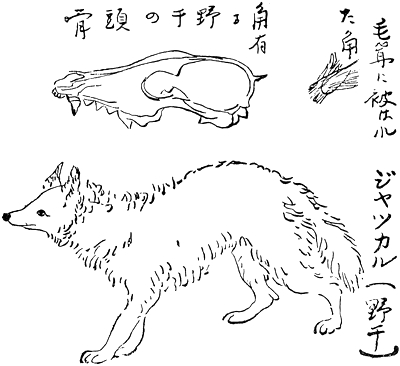
南方熊楠『十二支考』にある「ジャッカル（野干）」の画

唐の『本草拾遺』によると、「仏経に野干あり。これは悪獣にして、青黄色で狗（いぬ）に似て、人を食らい、よく木に登る。」といわれ、宋の『翻訳名義集』では「狐に似て、より形は小さく、群行・夜鳴すること狼の如し。」とされる。『正字通』には「豻、胡犬なり。狐に似て黒く、よく虎豹を食らい、猟人これを恐れる。」とある。

### 正体
元は梵語の「シュリガーラ」 (शृगाल　śṛgāla) を語源とし、インド仏典を漢訳する際に「野干」と音訳されたものである。他に、悉伽羅、射干、夜干とも音訳された。この動物は元々インドにおいてジャッカル（この名称も元は梵語に由来する。特にユーラシアに分布しているのはキンイロジャッカル）を指していたが、中国にはそれが生息していなかったため、狐や貂（てん）、豺（狐に似た見た目のドール）との混同がみられ、日本においては主に狐そのものを指すようになる。なお、インド在来のイヌ科の動物についてはベンガルギツネとドールが存在し、食性や生息環境が競合する。
インドでジャッカルは尸林を徘徊して供物を盗んだり、屍肉を喰ったりする不吉な獣として知られていたため、カーリーやチャームンダー（ドゥルガーの分身の七母神の1人）など、尸林に居住する女神の象徴となった。また、インド仏教においても野干は閻魔七母天の眷属とされた。
明治43年、南方熊楠が漢訳仏典の野干は梵語「スルガーラ」（英語「ジャッカル」・アラビア語「シャガール」）の音写である旨を、『東京人類学雑誌』に発表した。

### 日本

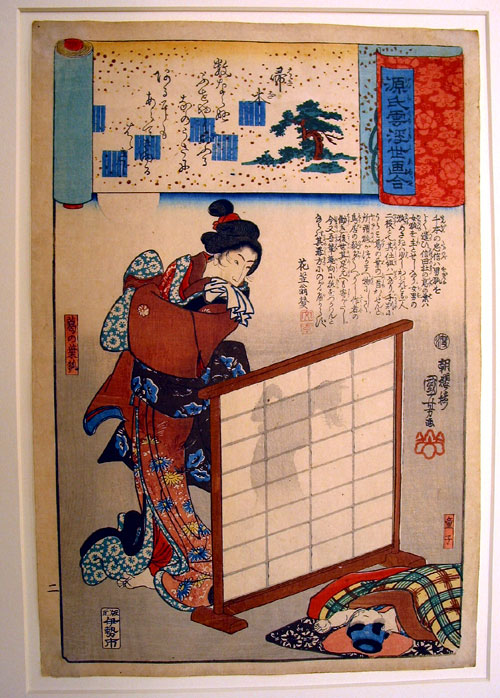
野干の影が映る
歌川国芳（1846年頃）

日本では当初、主に仏教や陰陽道など知識人階級の間で狐の異名として使われた。平安初期の『日本霊異記』（上巻第2「狐為妻令生子縁」）には、狐が人間の女に化けて男の妻となって子供もできたが、正体がばれたときに男から「来つ寝よ（きつねよ）」と言われて「キツネ」という名ができたとする説話が収録されているが、そこでも狐のことを文中で「野干」と記す例が確認できる。『拾芥抄』には「野干鳴吉凶」として狐の鳴き声によって吉凶を占うことについても記されている。鎌倉時代の『吾妻鏡』には、野干（狐）によって名刀の行方が知れなくなったこと（建仁元年〈1201年〉5月14日）が書かれていたりするほか、江戸時代以後には一般的にも書籍などを通じて「狐の異名」として野干という語は使用されてきた。そのほか、各地の民話でも狐の別名として野干が登場する。
『大和本草』などの本草学の書物などでは、漢籍の説を引いて「形小さく、尾は大なり。よく木に登る。狐は形大なり。」と、狐と野干は大きさが違うとされているので別の生物であるという説を載せている。
また、日本の密教においては、閻魔天の眷属の女鬼・荼枳尼（だきに）が野干の化身であると解釈され、平安時代以後、野干=狐にまたがる姿の荼枳尼天となる。この日本独特の荼枳尼天の解釈は、やがて豊饒や福徳をもたらすという利益の面や狐（野干）に乗っているという点から稲荷神と習合したほか、天狗信仰と結び付いて飯綱権現や秋葉権現、狗賓などが誕生した。
能では狐の精をあらわした能面を「野干」と呼んでおり、『殺生石』や『小鍛冶』など狐が登場する曲で使用されている。『殺生石』に登場する狐の役名も、「野干の精」などと表記される。